# Linestrenol
El linestrenol o lynestrenol (comercializado como exlutón) es un progestágeno está clasificado en el código de la ATC de la OMS como G03AC02.

Es indicado en ocasiones como terapia anticonceptiva alternativa a los anticonceptivos orales combinados, debido a los posibles efectos adversos a los derivados estrogénicos (cefaleas, migrañas, náuseas, etc.) como también en caso de mujeres en periodo de lactancia y en casos de neoplasia mamario. Además se incluyen en esta clasificación aquellas mujeres que padezcan algún tipo de patología trombólica donde los derivados estrógenicos son incompatibles con este tipo de enfermedad.

## Eficacia
En cuanto a su eficacia, no es del tipo anovulatorio en su 100%, por lo cual existe la probabilidad de ovulación en días fértiles. Su eficiencia es cercana a la razón de: cada mil mujeres que usan exclusivamente este medicamento como método de anticoncepción, cinco se embarazan.

## Dosis
La dosis es 28 comprimidos con 500 ug. cada uno, uso en periodo continuo sin suspensión, a diferencia de los Anticonceptivos Orales Combinados.